# Masami Teraoka
Masami Teraoka (Onomichi, 1936) è un artista giapponese.
Attivo negli Stati Uniti, realizza dipinti e  xilografie influenzate dall'ukiyo-e.

## Biografia
Negli anni dal 1954 al '59 studia presso la Kwansei Gakuin University a Kōbe, in Giappone dove ottiene la laurea in Estetica. Nel 1961 si trasferisce negli Stati Uniti e dal 1964 al '68 frequenta l'Otis Art Institute attualmente l'Otis College of Art and Design a Los Angeles, dove riceve una laurea e un master e in Belle Arti.
Anche la moglie, Lynda Hess è una pittrice.